# Franco García Sánchez
Franco García Sánchez (Medina del Campo, 1894) fue farmacéutico y político español. Alcalde de Arroyo de San Serván entre 1931 y 1934, fue fusilado durante la Guerra civil española. 

## Biografía
Franco García Sánchez nació en 1894 en Medina del Campo (Valladolid). Farmacéutico de profesión, abrió una farmacia en Arroyo de San Serván (Badajoz). Miembro de la Unión Patriótica y cabo del “somatén” de Arroyo de San Serván, durante la dictadura de Primo de Rivera, fue elegido alcalde en 1931 por la candidatura republicano-socialista. Cesado en 1934 por el Gobernador Civil, fue centro de los sucesos de Arroyo de San Serván de mayo de ese año, a consecuencia de los cuales murió el Guardia Civil Juan Morcillo Ramos. 
Tras el golpe militar de julio de 1936, Franco García fue detenido, torturado a la vista de todo el pueblo y fusilado el 3 de septiembre de 1936. 